# Château de Dully

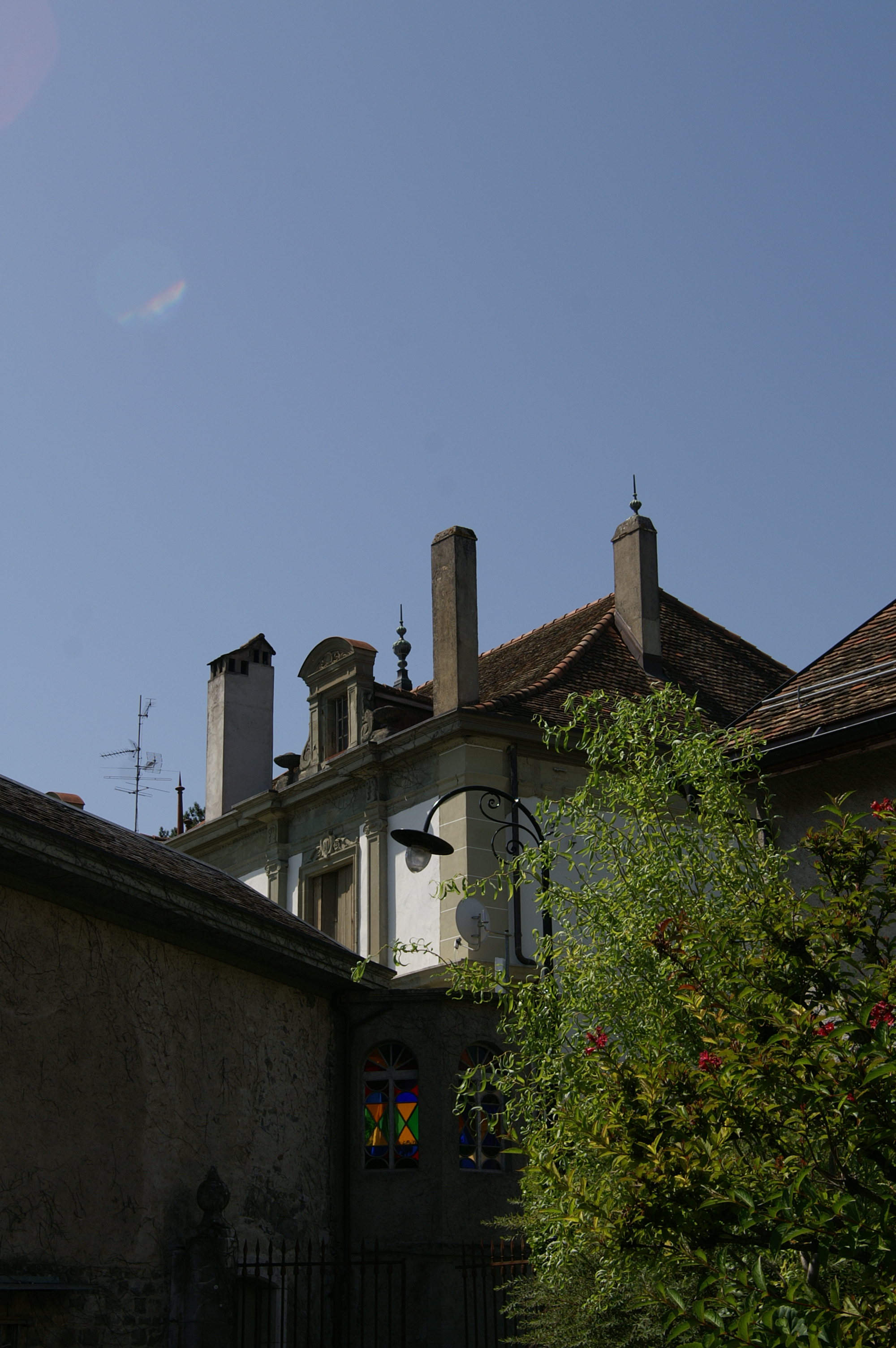

Le château de Dully est un château situé dans la commune vaudoise de Dully, en Suisse.

## Histoire
Le château de Dully, attesté indirectement en 1429 et en tout cas en 1463, est en fait une double construction datant du XVe siècle, l'une appartenant à la famille de Senarclens et l'autre à la famille des seigneurs de Dullit et réunis en un seul bâtiment par la suite. Il est acheté en 1840 par l'industriel neuchâtelois Auguste-Frédéric de Meuron  ; le château est transformé vers 1845 : l'un des bâtiments de style néogothique et l'autre de style néorenaissance. 
Le château est toujours propriété privée. De 1956 à 2002, il abrite l'écrivain et publicitaire Georges Caspari. L'édifice est inscrit à l'inventaire cantonal du patrimoine en 1974 et est classé comme bien culturel d'importance nationale avec ses dépendances. Depuis 1970, sa cave a été rachetée par l'auberge voisine.